# Aldo Agroppi
Aldo Agroppi (Piombino, 1944. április 14. – Piombino, 2025. január 2.) válogatott olasz labdarúgó, középpályás, edző.

## Pályafutása

### Klubcsapatban
1963 és 1975 között a Torino labdarúgója volt. 1964–65-ben a Genoa, 1965–66-ban a Ternana, 1966–67-ben a Potenza csapatában szerepelt kölcsönben. A Torino együttesével két olaszkupa-győzelmet ért el. 1975 és 1977 között a Perugia csapatában fejezte be az aktív játékot.

### A válogatottban
1972–73-ban öt alkalommal szerepelt az olasz válogatottban.

### Edzőként
1980 és 1993 között több olasz klub szakmai munkáját irányította. Vezetőedzője volt a Pescara, a Pisa, a Perugia, a Padova, a Fiorentina, a Como és az Ascoli csapatának. A Perugia edzőjeként érintett volt az 1986-os totonero-botrányban és ezt követően négy hónapra eltiltották a labdarúgástól. Az eltiltás idején már a Fiorentina edzője volt, ahol az 1985–1986-os szezonban a negyedik helyen végzett a Serie A-ban. Később az 1992–93-as idényben visszatért a firenzei klubhoz, de kevésbé volt sikeres, a csapat a szezon végén kiesett a Serie B-be.

## Sikerei, díjai
- Torino FC Hall of Fame (2017)[6]

 Torino
- Olasz kupa (Coppa Italia)
  - győztes (2): 1968, 1971

## Statisztika

### Mérkőzései az olasz válogatottban
| Olaszország | Olaszország          | Olaszország                     | Olaszország | Olaszország | Olaszország | Olaszország  | Olaszország | Olaszország |
| #           | Dátum                | Helyszín                        | Hazai       | Eredmény    | Vendég      | Kiírás       | Gólok       | Esemény     |
| ----------- | -------------------- | ------------------------------- | ----------- | ----------- | ----------- | ------------ | ----------- | ----------- |
| 1.          | 1972. június 17.     | Bukarest, Augusztus 23. Stadion | Románia     | 3 – 3       | Olaszország | barátságos   | -           | 63'         |
| 2.          | 1972. szeptember 20. | Torino, Stadio Comunale         | Olaszország | 3 – 1       | Jugoszlávia | barátságos   | -           |             |
| 3.          | 1972. október 7.     | Luxembourg, Municipal Stadion   | Luxemburg   | 0 – 4       | Olaszország | vb-selejtező | -           |             |
| 4.          | 1972. október 21.    | Bern, Wankdorfstadion           | Svájc       | 0 – 0       | Olaszország | vb-selejtező | -           |             |
| 5.          | 1973. január 13.     | Nápoly, San Paolo Stadion       | Olaszország | 0 – 0       | Törökország | vb-selejtező | -           |             |
|             | Összesen             |                                 |             | 5           | mérkőzés    |              | 0           | gól         |